# FMJD
FMJD - Federation Mondiale du Jeu de Dames ( en:World draughts federation ) - Svjetska federacija igre dama
FMJD je osnovana 1947.godine na inicijativu 4 europske zemlje u kojima je bila najpopularnija igra dama na sto polja ( stopoljka ): Francuska, Nizozemska,Belgija i Švicarska .
Članice federacije danas su sljedeće zemlje :
Afrika
- Burkina Faso - Federation Burkinabe du Jeu de Dames
- Obala Bjelokosti - Federation Ivoirienne du Jeu de Dames
- Kamerun - Federation Camerounaise de Jeu de Dames
- Republika Kongo - Federation Congolaise du Jeu de Dames FNDA
- Gambija - Gambian Draughts Federation
- Gvineja - Federation Guinéenne du Jeu de Dames et des Echecs
- Libanon - Federation Libanaise du Jeu de Dames (expatriot)
- Mali - Federation Malienne du Jeu de Dames
- Mauritanija - Federation Mauritanienne du Jeu de Dames
- Senegal -  Federation Senegalaise du Jeu de Dames
- Somalija - Somali Draughts Sport Association
- Južna Afrika -  South African Wargames Union
- Uganda - Uganda Amateur Draughts Association

Amerika
- Barbados - Barbados Draughts Association
- Brazil - Confederacao Brasileira de Jogo de Damas
- Kanada - Federation Canadienne du jeu de Dames
- Costa Rica - Asociacion Costarricense del Juego de Damas
- Curacao - Curaçaose Dambond
- Dominikanska Republika - Federacion Dominicana de Juego de Damas
- Grenada - Grenada Draughts Association
- Haiti - Federation Haitienne du Jeu de Dames
- Jamajka - Jamaica Board Games Foundation
- Panama - Asociacion Panamena de Juego de Damas
- Surinam - Surinaamse Dambond
- Trinidad i Tobago -Trinidad and Tobago Draughts Association
- SAD - American Pool Checkers Association
- SAD - American International Checkers Society
- SAD - International Checkers Hall of Fame

Azija
- Indija - Draughts Federation of India
- Kazahstan - Draughts Federation of Kazachstan
- Mongolija - Mongolian Federation of Draughts
- Turkmenistan - Draughts Federation of Turkmenistan
- Uzbekistan - Uzbekistan Draughts Federation

Oceanija
- Australija - Australian Draughts Federation

Europa
- Armenija - Armenian Draughts Federation
- Azerbajdžan - Azerbaijan Draughts Federation
- Bjelorusija - Belarus Draughts Federation
- Belgija - Koninklijke Belgische Dambond
- Hrvatska - Croatian Draughts Federation
- Češka - Česká federace dámy (Czech Federation of Draughts)
- Engleska - English Draughts Association
- Estonija - Estonian Draughts Federation
- Francuska - Fédération française du jeu de dames
- Gruzija - Georgian Draughts Federation
- Njemačka - Interessengemeinschaft Damespiel in Deutschland
- Izrael - Israeli Draughts Federation
- Italija - Federazione Italiana Dama
- Latvija - Latvian Draughts Federation Union
- Litva - Lithuanian Draughts Federation
- Moldavija - Draughts Federation of Moldavia
- Nizozemska -  Koninklijke Nederlandse Dambond
- Poljska - Polish Draughts Federation
- Rusija - All-Russian Federation of Draughts
- Slovenija - Slovenian Draughts Federation
- Švicarska - Federation Suisse du Jeu de Dames
- Ukrajina -  Ukrainian Draughts Federation
- Wales - Cymdeithas Draffts Cymru

## Vanjske poveznice
- Službene stranice FMJD-a